# Smukłonosek duży
Smukłonosek duży (Leptonycteris nivalis) – gatunek ssaka z podrodziny jęzorników (Glossophaginae) w obrębie rodziny liścionosowatych (Phyllostomidae).

## Taksonomia
Gatunek po raz pierwszy zgodnie z zasadami nazewnictwa binominalnego nazwał w 1860 roku szwajcarski entomolog i mineralog Henri Saussure nadając mu nazwę Ischnoglossa nivalis. Holotyp pochodził z góry Pico de Orizaba, w stanie Veracruz, w Meksyku. 
Leptonycteris nivalis przez dziesięciolecia był mylony z częściowo sympatrycznym L. yerbabuenae a wyjaśnienie tej kwestii nastąpiło dopiero pod koniec XX wieku. Dlatego niektóre publikacje odnoszące się do L. nivalis dotyczą w rzeczywistości L. yerbabuenae. Autorzy Illustrated Checklist of the Mammals of the World uznają ten gatunek za monotypowy. 

### Etymologia
- Leptonycteris: gr. λεπτος leptos „smukły, delikatny”; νυκτερις nukteris, νυκτεριδος nukteridos „nietoperz”[9].
- nivalis: łac. nivalis „śnieżny, śnieżno-biały”, od nix, nivis „śnieg”[10].

## Zasięg występowania
Smukłonosek duży występuje w południowym Nowym Meksyku i południowo-zachodnim Teksasie (południowo-zachodnie Stany Zjednoczone) przez północny i środkowy Meksyk na południe do stanów Puebla i Oaxaca.

## Morfologia
Długość ciała 76–85 mm, brak zewnętrznego ogona, długość ucha 17–19 mm, długość tylnej stopy 13–19 mm, długość przedramienia 53–59 mm; masa ciała 18–30 g. Barwa czerwonawobrązowa do czarnawobrązowej z cynamonową lub brązową stroną brzuszną. Długi pysk. Wzór zębowy: I {\displaystyle {\tfrac {2}{2}}} C {\displaystyle {\tfrac {1}{1}}} P {\displaystyle {\tfrac {2}{3}}} M {\displaystyle {\tfrac {2}{2}}} = 30. Kariotyp wynosi 2n = 32 i FN = 60.

## Ekologia

### Pożywienie
Nektar, pyłek, owoce; prawdopodobnie także wszystkie znajdowane na nich owady. Ma ostre kły, którymi może wygryzać się w owoce kaktusów.

### Rozród
Prawdopodobnie rodzi się tylko 1 młode; długość ciąży nieznana.

### Inne informacje
Zamieszkuje wysoko położone tereny lasów sosnowych i dębowych. Odpoczywa w dużych koloniach, czasami obejmujących ponad 10 000 nietoperzy. Odgrywa bardzo ważną rolę w zapylaniu kwiatów kaktusów.

## Poziom zagrożenia
Zagrożony w wyniku utraty środowiska, szczególnie wycinania agaw oraz tępień przez człowieka.